# Imnaha
Imnaha es un área no incorporada ubicada en el condado de Wallowa en el estado estadounidense de Oregón. Imnaha se encuentra ubicada a 48 km al oeste de Joseph.

## Geografía
Imnaha se encuentra ubicada en las coordenadas 45°33′34″N 116°50′00″O / 45.55944, -116.83333.